# Nicollette Sheridan
Nicolette Sheridan (Worthing (Engeland), 21 november 1963) is een Amerikaanse actrice, best bekend door haar rol in Desperate Housewives als Edie Britt. Edie is het buitenbeentje van de vijf vrouwen in de serie.
Ze is de dochter van een Britse actrice, Sally Sheridan, en een onbekende biologische vader. Zelf gelooft ze dat haar vader Telly Savalas is, ook bekend als Kojak. Haar halfbroer is immers Nick Savalas, de zoon van Telly.
Haar carrière begon met Knots Landing, een langlopende soap op het Amerikaanse CBS. Na de soap kwam haar carrière echter in het slop: ze had nog enkele bijrollen in Spy Hard en Beverly Hills Ninja en enkele andere series en films. Ook probeerde ze de rol van Grace Adler in Will & Grace te pakken te krijgen. Hierin slaagde ze niet, maar kreeg erna wel een gastrol aangeboden in de reeks. In 2004 kreeg haar carrière dan een nieuwe boost: ze mocht Edie Britt vertolken in Desperate Housewives.
Ze speelde die rol 5 seizoenen lang, totdat de kredietcrisis ervoor zorgde dat de show moest besparen en ze uit de reeks werd geschreven. Haar laatste aflevering werd Look Into Their Eyes and You See What They Know.

## Film
- The Sure Thing (1985)
- Noises Off (1992)
- Spy Hard (1996)
- Beverly Hills Ninja (1997)
- I Woke Up Early the Day I Died (1998)
- Raw Nerve (1999)
- .com for Murder (2002)
- Lost Treasure (2003)
- Deadly Visions (2004)
- Code Name: The Cleaner (2007)
- Fly Me to the Moon (2007) (stem)

## TV
- Paper Dolls (1984)
- Dead Man's Folly (1986)
- Dark Mansions (1986)
- Knots Landing (van 1986 tot 1993)
- Deceptions (1990)
- Lucky/Chances (1990) (miniserie)
- Somebody's Daughter (1992)
- A Time to Heal (1994)
- Shadows of Desire (1994)
- Silver Strand (1995)
- Virus (1995)
- Indictment: The McMartin Trial (1995)
- The People Next Door (1996)
- Murder in My Mind (1997)
- Knots Landing: Back to the Cul-de-Sac (1997) (miniserie)
- Dead Husbands (1998)
- The Spiral Staircase (2000)
- Haven't We Met Before? (2002)
- Deadly Betrayal (2003)
- Deadly Visions (2004)
- Desperate Housewives (2004-2009)
- Netflix: Dynasty (2017-2019)

- Bibsys: 6090761
- Biblioteca Nacional de España: XX1306961
- Bibliothèque nationale de France: cb14226855d (data)
- Gemeinsame Normdatei: 141976616
- International Standard Name Identifier: 0000 0001 1447 1979
- Library of Congress Control Number: no2004051497
- MusicBrainz: 93ad722f-a025-4153-9738-660692943ff1
- Nationale Bibliotheek van Polen: a0000001768323
- SNAC: w6r24dj0
- Système universitaire de documentation: 12406227X
- Virtual International Authority File: 68641627
- WorldCat: E39PBJpjbdBDJPfJtXTP4kwV4q